# Global Force Wrestling
Global Force Wrestling (GFW) waseen Amerikaanse worstelorganisatie in het professioneel worstelen dat opgericht werd in 2014 door Jeff Jarett en zijn vrouw Karen Jarett. Jeff was tevens de medeoprichter van Total Nonstop Action Wrestling (TNA). GFW werd beheerd en was eigendom van het moederbedrijf Global Force Entertainment, LCC.

## Geschiedenis

### Formatie, samenwerkingen en evenementen

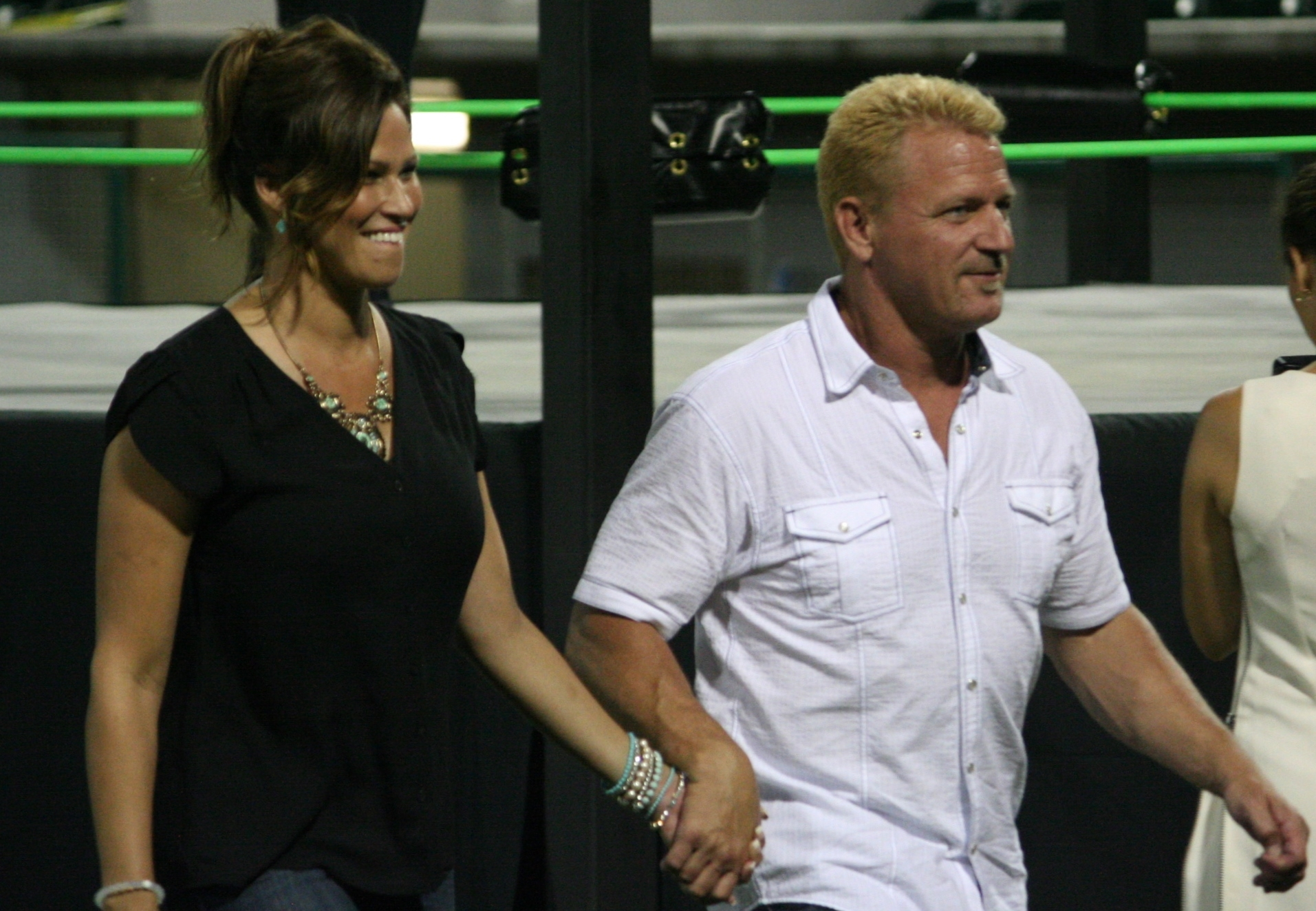
De medeoprichters van GFW, Karen en Jeff Jarrett.

Toen Jeff Jarrett minderheidsinvesteerder was van TNA Wrestling debuteerde hij de oprichting van Global Force Wrestling (als bedrijfsnaam: Global Force Entertainment, LCC). In april 2014 begon het promoten van het bedrijf met een hashtag. De hashtag werd meer dan een miljoen keer bekeken. Jeff en zijn vrouw Karen Jarett waren op zoek naar onontdekt talent. Meer dan vierhonderd mensen toonden belangstelling.
In augustus 2014 begon GFW te werken met verschillende promoties zoals de Mexicaanse Lucha Libre AAA Worldiwde (AAA), de Japanse New Japan Pro Wrestling (NJPW), de Zuid-Afrikaanse World Wrestling Professionals (WWP), meerdere Europese promoties en promoties in Australië en Nieuw-Zeeland. Als onderdeel van de relatie van GFW met New Japan Pro Wrestling, presenteerde NJPW's een pay-per-view (PPV) evenement genaamd Wrestle Kingdom 9 in de Tokyo Dome op 4 januari 2015. Het evenement bevatte Engelstalige commentaar van Jim Ross en Matt Striker.
In mei 2015 kondigde Jeff aan dat er talent is voor hun rooster met namen als tag team Bullet Club (Karl Anderson & Doc Gallows), Killer Elite Squad (Lance Hoyt & Davey Boy Smith Jr, Chris “The Adonis” Mordetsky, PJ Black, Quinn “Moose” Ojinnaka en een vrouwelijke worstelaar Lei’D Tapa en Thea Trinidad. Ook werd aangekondigd dat er kampioenen worden gekroond bij de opnames op 24 juli 2015 voor het GFW Global Championship, het GFW NEX*GEN Championship, het GFW Tag Team Championship en het GFW Women's Championship.

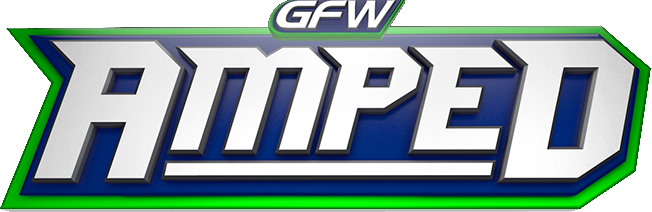
Logo van de voorgestelde show genaamd GFW Amped.

De eerste show van GFW was een house show dat plaats vond op 12 juni 2015 in The Ballpark at Jackson in Jackson, Tennessee als lid van het GFW Grand Slam Tour.
Op 9 juli 2015 kondigde Jeff aan dat de televisieprogramma van GFW Apmed gaat heten. De opnames van Amped namen plaats in het Orleans Arena in Las Vegas op 24 juli, 21 augustus en 23 oktober 2015.
Op 14 september 2015 kondigde GFW aan dat ze een internationale televisiedeal hadden afgesloten met Boulder Creek TV in het Verenigd Koninkrijk. En op 18 februari 2016 met TVNZ Duke in Nieuw-Zeeland. Global Force Wrestling heeft in totaal 37 live evenementen gehouden.

### Samenwerking en rechtszaken met Impact Wrestling

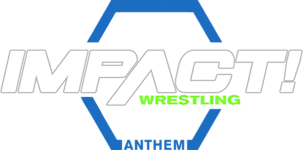
Nieuwe logo van Impact Wrestling in samenwerking met GFW in 2017.

Nadat Jeff begin 2017 was teruggekeerd naar TNA als chief creative officer van de promotie, verklaarde Jarrett dat GFW en het kort daarvoor omgedoopte Impact Wrestling een "day-by-day" bekwamen. Op 20 april 2017, op een aflevering van Impact Wrestling, kondigde Karen Jarett aan dat GFW en Impact Wrestling officieel samen gingen werken. In een persbericht van 28 juni 2017, kondigde Impact Wrestling aan dat hun moedermaatschappij, Anthem Sports & Entertainment Corp., een overeenkomst was aangegaan om de rechten op GFW te verwerven. Daarna werd TNA hernoemd naar Global Force Wrestling, maar Impact Wrestling bleef nog wel de belangrijkste televisieprogramma en stond toen bekend als GFW Impact Wrestling. Op 23 oktober 2017, kondigde Impact aan dat de zakelijk relatie tussen Jeff Jarett en GFW was ontbonden. De deal voor Anthem om GFW over te nemen is nooit voltooid en Jeff Jarrett blijft de rechten op GFW houden.
Op 14 augustus 2018, kondigden Jeff Jarrett en Global Force Entertainment aan dat er een rechtszaak werd aangespannen tegen Anthem Sports & Entertainment bij de District Court van Tennessee wegens inbreuk op auteursrechten van GFW, aangezien Jarrett sinds de oprichting in 2014 eigenaar was van alle eigendommen van GFW. Op 19 februari 2019 werd onthuld dat Jarrett nog een rechtszaak had aangespannen waarin hij beweerde dat Impact Wrestling de kopieën van 16 uur aan afleveringen van GFW Amped had verwijderd. Jarrett klaagde ook aan in een poging om de handelsmerken van zijn naam en gelijkenis van Anthem te krijgen. Anthem ging in juli 2019 tegen een rechtszaak aan met het argument dat zij de rechtmatige eigenaren waren van de auteursrechten van "Jeff Jarrett". Jarrett wist dat de opnames waren verwijderd en dat Anthem geen geld verdienden aan de inhoud van GFW en dat het uiterlijk, de handelsmerken van GFW en het Global Wrestling Network niet vergelijkbaar waren.
Op 30 juli 2020 was de rechter tot een vonnis gekomen, maar dit werd geannuleerd door een rechter nadat een motie van Anthem verklaarde dat opmerkingen van de advocaat van Jarrett hen vooringenomen. In oktober 2020 werd Jarrett's verzoek om een nieuw proces afgewezen zonder vooroordeel, wat betekent dat hij op een later tijdstip een nieuw proces kan aanvragen.

### Terugkeer (2018)
GFW keerde terug met een private show dat gehouden werd in Kentucky en Northwestern Wildcats op 27 december 2017.
In mei 2018, kondigde FITE TV aan dat ze een deal hadden afgesloten met Global Force Entertainment om inhoud te produceren voor het streamingnetwerk. Het eerste evenement was Starrcast dat geproduceerd werd door GFW voor FITE TV dat gehouden werd in de week van 28 augustus en 2 september 2018. Op 21 oktober 2018, coproduceerde GFW de NWA 70th Anniversary Show met de National Wrestling Alliance (NWA) in Nashville, Tennessee.

## Kampioenschappen

### GFW Global Championship
| Nr.          | Kampioen          | Datum           | Stad              | Evenement        | Opmerkingen |
| ------------ | ----------------- | --------------- | ----------------- | ---------------- | --- |
| 1            | Magnus            | 23 oktober 2015 | Las Vegas, Nevada | GFW Amped        | Won van Bobby Roode om inaugurele kampioen te worden.                                                                |
| 2            | Alberto El Patrón | 22 april 2017   | Orlando, Florida  | Impact Wrestling | [ 35 ] |
| Geünificeerd | Geünificeerd      | 2 juli 2017     | Orlando, Florida  | Slammiversary    | El Patrón won van Lashley om het GFW Global Championship te verenigen met het Impact World Heavyweight Championship. |

### GFW NEX*GEN Championship
| Nr.              | Kampioen         | Datum            | Stad                          | Evenement                                | Opmerkingen |
| ---------------- | ---------------- | ---------------- | ----------------------------- | ---------------------------------------- | --- |
| 1                | PJ Black         | 21 augustus 2015 | Las Vegas, Nevada             | GFW Amped                                | Won van Jigsaw, TJ Perkins en Virgil Flynn om inaugurele kampioen te worden Aflevering werd uitgezonden op 13 oktober 2015. |
| 2                | Sonjay Dutt      | 27 november 2015 | Winston-Salem, North Carolina | WrestleCade Showcase of Champions (2015) | [ 37 ] |
| 3                | Cody Rhodes      | 25 november 2016 | Winston-Salem, North Carolina | WrestleCade Showcase of Champions (2016) | [ 38 ] |
| Titel opgeborgen | Titel opgeborgen | 4 juni 2017      | N.V.T.                        | N.V.T.                                   | Rhodes zijn contract was verlopen.                                                                                          |

### GFW Women's Championship
| Nr.          | Kampioen            | Datum           | Stad              | Evenement        | Opmerkingen                                                                                                 |
| ------------ | ------------------- | --------------- | ----------------- | ---------------- | --- |
| 1            | Christina Von Eerie | 23 oktober 2015 | Las Vegas, Nevada | GFW Amped        | Won van Amber Gallows om inaugurele kampioen te worden.                                                     |
| 2            | Sienna              | 21 april 2017   | Orlando, Florida  | Impact Wrestling | [ 41 ] |
| Geünificeerd | Geünificeerd        | 2 juli 2017     | Orlando, Florida  | Slammiversary    | Sienna won van Rosemary om het GFW Women's Championship te verenigen met het Impact Knockouts Championship. |

### GFW Tag Team Championship
| Nr.            | Kampioen                                     | Datum           | Stad              | Evenement        | Opmerkingen                                                                                              |
| -------------- | -------------------------------------------- | --------------- | ----------------- | ---------------- | --- |
| 1              | The Bollywood Boyz (Gurv Sihra & Harv Sihra) | 23 oktober 2015 | Las Vegas, Nevada | GFW Amped        | Wonnen van Reno Scum om inaugurele kampioenen te worden. Aflevering werd uitgezonden op 8 december 2015. |
| Vacant gesteld | Vacant gesteld                               | 2 december 2016 | N.V.T.            | N.V.T.           | The Bollywood Boyz gingen naar WWE.                                                                      |
| 2              | The Latin American Xchange (Santana & Ortiz) | 23 april 2017   | Orlando,Florida   | Impact Wrestling | Wonnen van de Veterans of War in de toernooifinales om de vacante titels te winnen.                      |
| Geünificeerd   | Geünificeerd                                 | 2 juli 2017     | Orlando,Florida   | Slammiversary    | De titels werden geünificeerd met het Impact World Tag Team Championship.                                |

### Andere titels gebruikt door GFW
| Promotie                       | Kampioenschap                         | Laatste kampioen         |
| ------------------------------ | ------------------------------------- | ------------------------ |
| Total Nonstop Action Wrestling | TNA King of the Mountain Championship | PJ Black                 |
| Total Nonstop Action Wrestling | TNA World Tag Team Championship       | Bryan Myers & Trevor Lee |
| OMEGA Championship Wrestling   | OMEGA Heavyweight Championship        | Trevor Lee               |